# 11322 Aquamarine
11322 Aquamarine este un asteroid din centura principală de asteroizi.

## Descriere
11322 Aquamarine este un asteroid din centura principală de asteroizi. A fost descoperit pe 23 august 1995 la Yatsuka de Hiroshi Abe (astronom). Asteroidul prezintă o orbită caracterizată de o semiaxă mare de 2,73 ua, o excentricitate de 0,19 și o înclinație de 10,0° în raport cu ecliptica.